# لو (فلم)
لو (بالإنجليزية: Lou) هو فيلم أكشن إثارة أمريكي من إخراج آنا فورستر وبطولة أليسون جاني، جورني سموليت-بيل ولوغان مارشال غرين، صدر الفيلم في 23 سبتمبر 2022 على منصة نتفليكس.